# Stepancminda
Stepancminda (gruzinsko სტეფანწმინდა; prej Kazbegi, ყაზბეგი), je naselje v regiji Mcheta-Mtianeti na severovzhodu Gruzije. Zgodovinsko in etnografsko je mesto del pokrajine Hevi. Je središče občine Kazbegi.

## Geografija
Mesto leži ob bregovih reke Terek, 157 kilometrov severno od Tbilisija na nadmorski višini 1740 metrov. Podnebje je zmerno vlažno z razmeroma suhimi, hladnimi zimami in dolgimi in hladnimi poletji. Povprečna letna temperatura je 4,9 stopinje Celzija. Januar je najhladnejši mesec s povprečno temperaturo -5,2 stopinje Celzija, julij pa najtoplejši mesec s povprečno temperaturo 14,4 stopinje Celzija. Absolutna najnižja zabeležena temperatura je -34 stopinj Celzija, absolutna najvišja pa 32 stopinj Celzija. Povprečna letna količina padavin je 790 mm. Nad mestom prevladujejo visoke gore na vseh straneh. Najbolj opazna gora regije, Kazbek, leži takoj zahodno od mesta. Drugi najvidnejši vrh, goa Šani, se dviga na nadmorski višini 4451 metra, 9 kilometrov vzhodno od Stepantsminde. Mesto je 10 kilometrov južno od znamenite Darialske soteske.

## Zgodovina
Po tradiciji je Stepancminda, dobesedno 'sveti Štefan', po gruzijskem pravoslavnem menihu Štefanu, ki je na tej lokaciji zgradil puščavniško bivališče na poznejši Gruzijski vojaški cesti. Prišel je pod nadzor lokalnega fevdalnega gospoda, klana Čopikašvili, ki je bil konec 18. stoletja zadolžen za pobiranje cestnin od popotnikov na tem območju.
Po razširitvi Ruskega imperija v Gruzijsko kraljestvo v začetku 19. stoletja so se prebivalci regije uprli ruski vladavini. Vendar je lokalni gospodar Gabrijel Čopikašvili, sin Kazi-bega, ostal trden v svoji zvestobi Rusiji in pomagal pri zatiranju upora. V zameno je napredoval v častnika v ruski vojski. Sprejel je priimek Kazbegi, vasico pod njegovim nadzorom pa so pogosto imenovali tudi Kazbegi. Leta 1917–1918 so Stepancmindo zajeli Nemci, Turki in Beli, ki so bili zadnji, ki so ostali do leta 1922. Ime je bilo uradno spremenjeno v Kazbegi v času sovjetske oblasti leta 1925. Vnuk Gabriela Čopikašvili-Kazbegija je bil znan gruzijski pisatelj Aleksander Kazbegi, ki je se je rodil v tem mestu. Leta 2006 se je mesto vrnilo k prvotnemu imenu Stepancminda.

## Značilnosti in športne aktivnosti
- Jahanje
- Padalstvo
- Kolesarjenje
- Cerkev sv. Trojice, Gergeti
- Naravne mineralne vode
- Plezanje na goro Kazbek
- Ledeniki

## Znamenitosti
Mesto Stepanciminda je znano po svoji slikoviti lokaciji v gorah Visokega Kavkaza in je središče za pohodnike in gorništvo. Lokalne znamenitosti so muzej Kazbegi in etnografski muzej v mestu ter cerkev sv. Trojice, Gergeti izven mesta, pa tudi gora Kazbegi in alpski travniki in gozdovi okoliškega naravnega rezervata Kazbegi.

## Prečkanje meje v Rusijo
Obstaja gruzijski mejni prehod »Larsi« do Rusije, približno 12 kilometrov proti severu. Prehod je bil odprt 1. marca 2010. Odprt je 24 ur na dan, za vse državljane sveta. Čezmejna cesta je v predoru. Peš čez mejo ni mogoče.